# Luchs (Wappentier)
Der Luchs als Wappentier ist in der Heraldik eine gemeine Figur. Vorbild ist der Eurasische Luchs. Er ist vorrangig in der skandinavischen Heraldik verbreitet. Seine Darstellung ähnelt der anderer Katzen in der Wappenkunde. Der Luchs wird meist auf allen vieren stehend im Wappen dargestellt und ist an der gedrungenen Körpergestalt und den Haarbüscheln an den Ohren zu erkennen. Der kurze Schwanz hat oft eine andersfarbige Spitze, meistens ist sie schwarz. Es kommt auch vor, dass nur der Kopf auf dem Schild dargestellt ist. Dann wählt der Wappenträger meistens die Frontalansicht, das Gesicht des Tieres ist „en face“ gestellt. 

## Beispiele

Wappen von Risch im Kanton Zug
Wappen von Heinola (FIN)
Wappen von Hemsedal (NOR)
Wappen von Janakkala (FIN)
Wappen von Kanta-Häme (FIN)
Wappen (bis 2003) von Luchsingen (SUI), redend
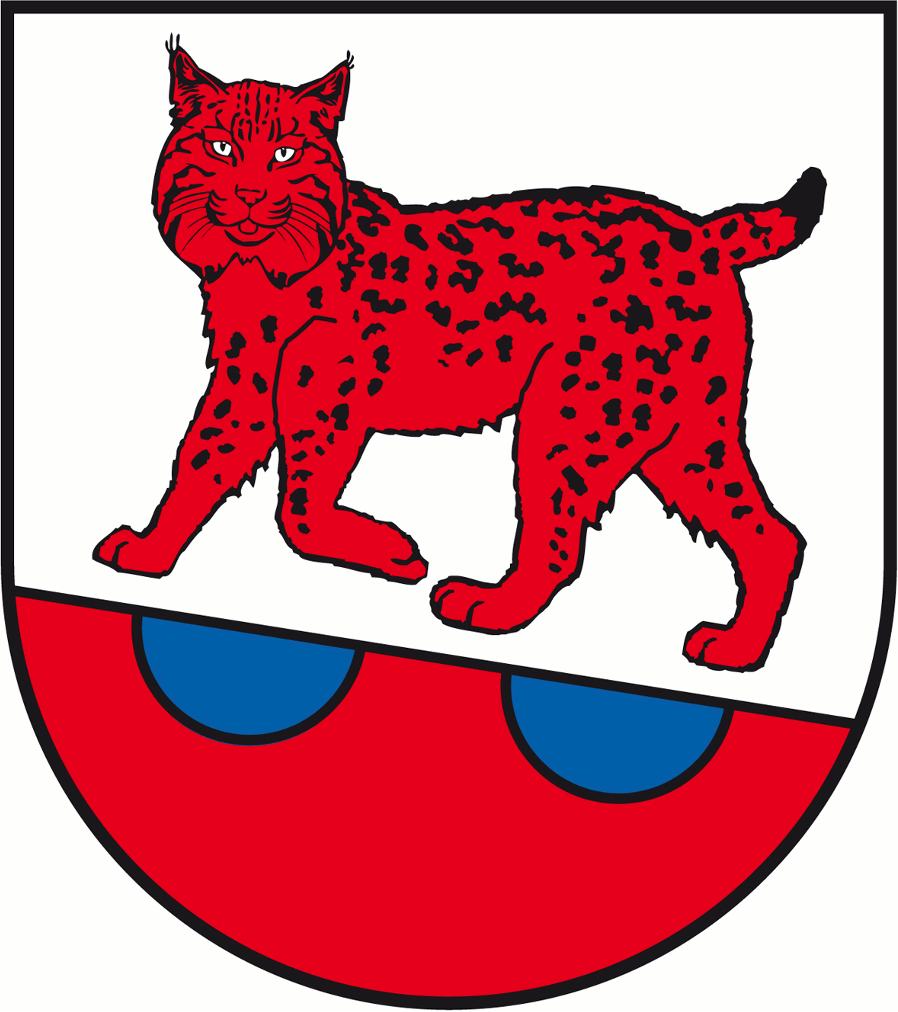
Wappen von Retzow/Havelland
Wappen Rajongemeinde Raseiniai (LIT)
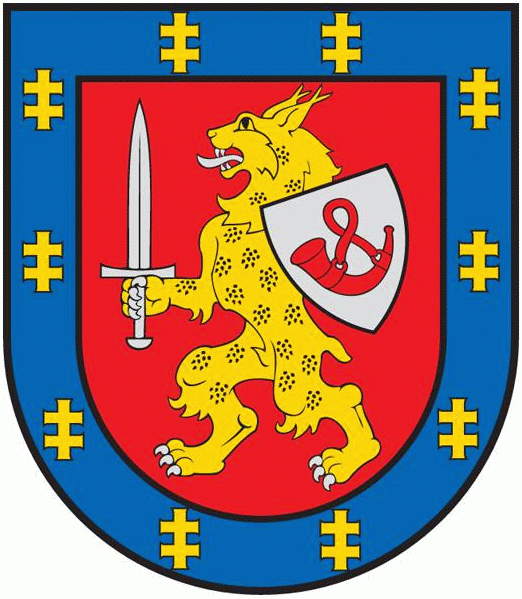
Wappen Bezirk Tauragė (LIT)
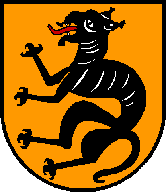
Wappen von Telfes im Stubaital (AUT)
Wappen von Vanaja (FIN)

### Beispiele als redendes Wappen und Helmzier

Wappen derer von Lossow
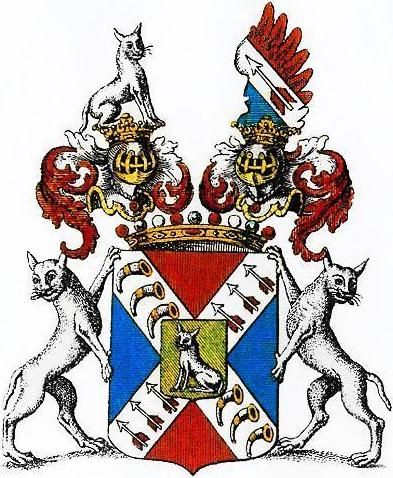
Wappen der Grafen von Luxburg
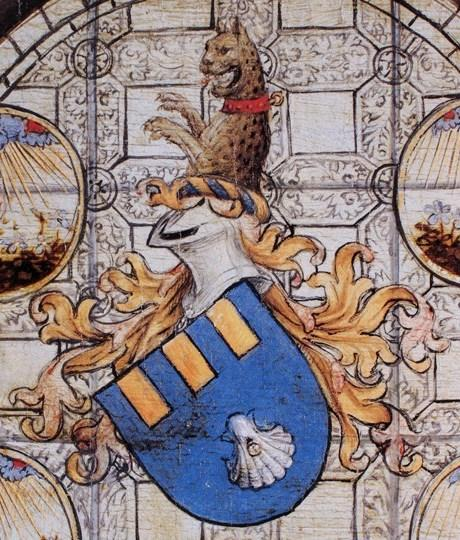
Wappen der Brügger Patrizierfamilie van Nieuwenhove (1487)